# Sepolture del Cimitero di Glasnevin

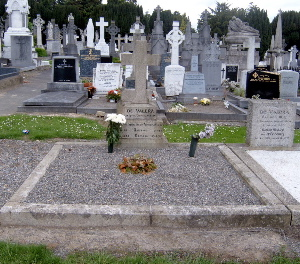
La tomba di Éamon de Valera; anche sua moglie Sinéad e il figlio Brian, sono sepolti lì.

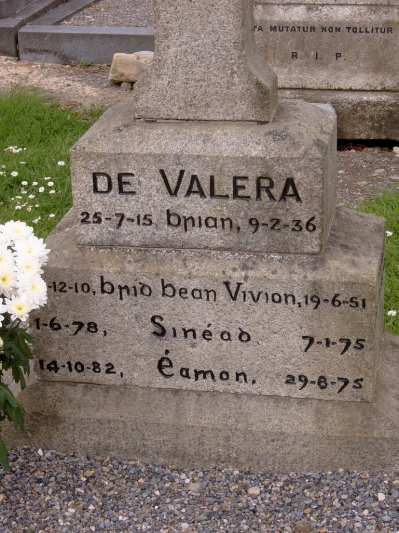
Una vista ravvicinata della lapide dei de Valera

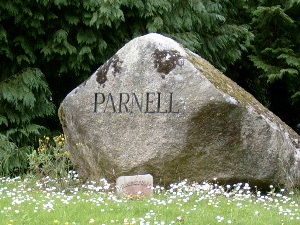
La lapide di Charles Stewart Parnell

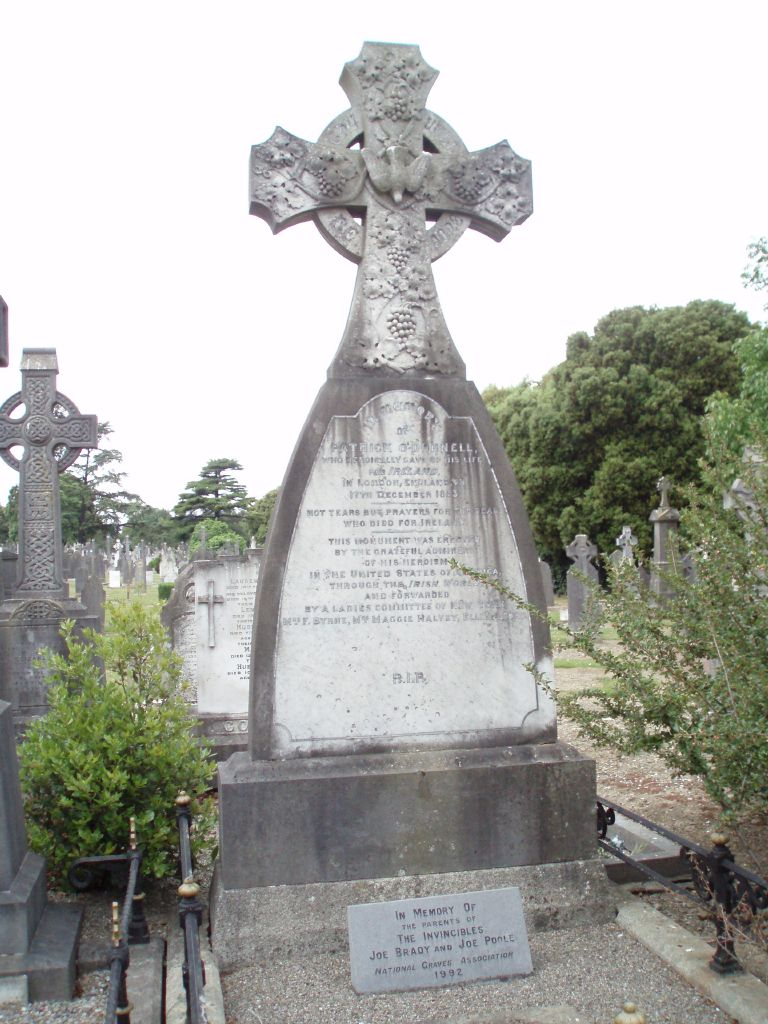
Memoriale di Patrick O'Donnell, Cimitero di Glasnevin, Dublino

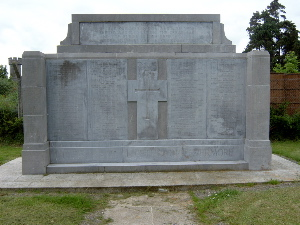
Monumento ai caduti d'Irlanda
Grande guerra 1914–18: il monumento elenca i sepolti nel cimitero uccisi durante il Coinvolgimento dell'Irlanda che hanno servito nei reggimenti irlandesi degli Eserciti alleati e Britannici.

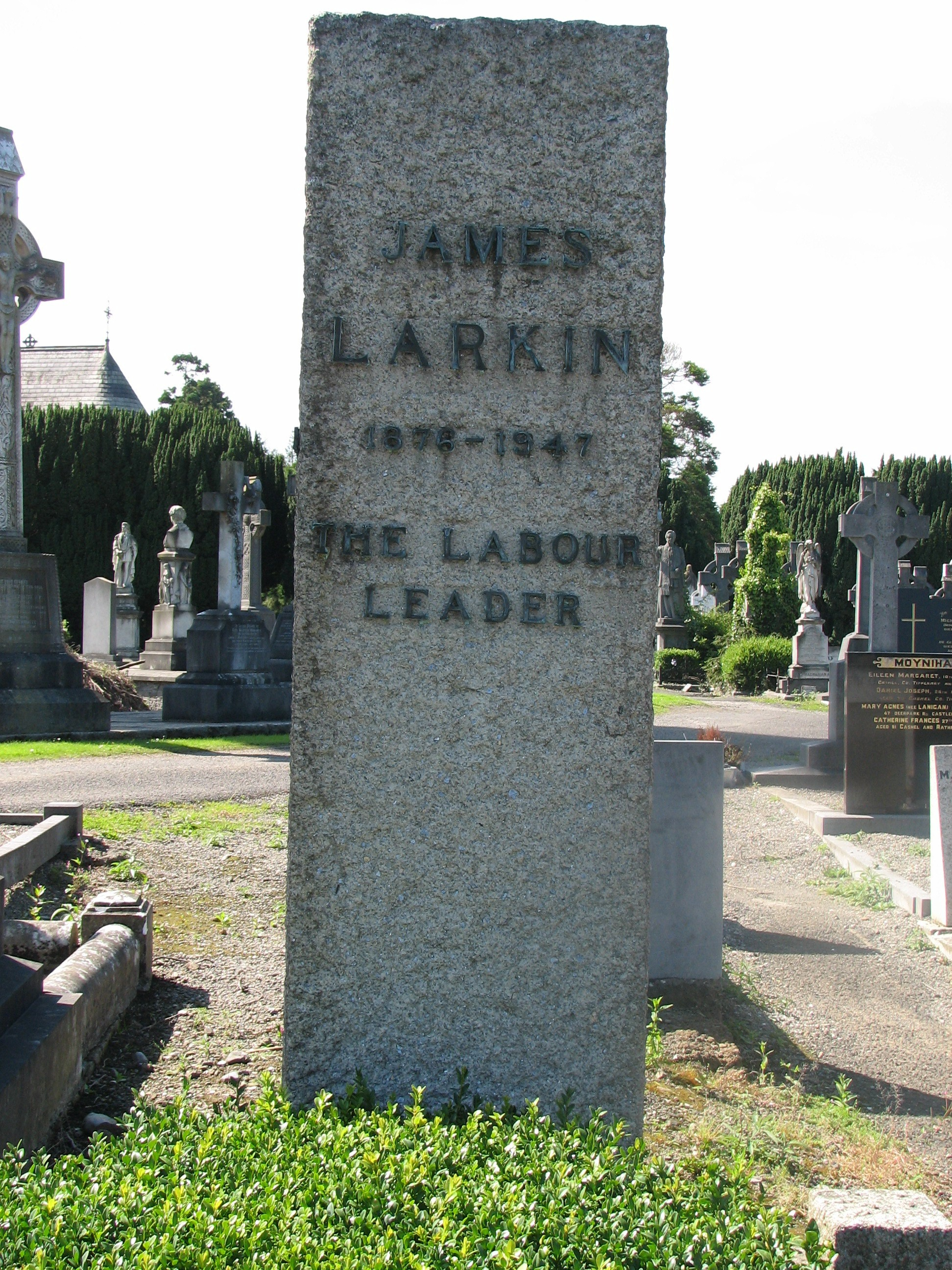
Tomba del leader socialista irlandese James Larkin

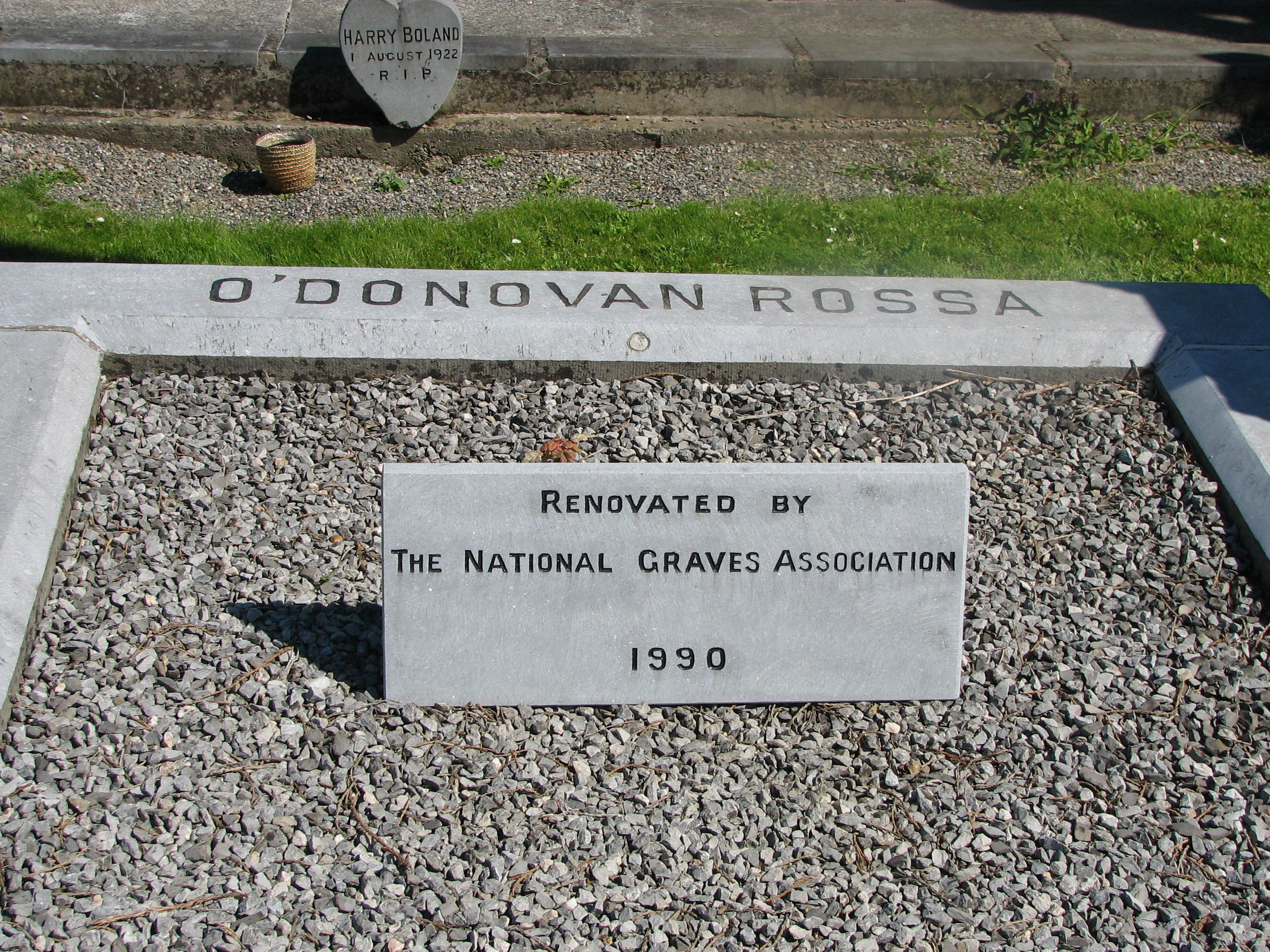
Tomba del leader feniano O'Donovan Rossa

Questo è un elenco dei personaggi illustri sepolti nel Cimitero di Glasnevin.
- Thomas Ashe – morì durante lo sciopero della fame nel 1917
- Kevin Barry – studente di medicina e figura di primo piano della guerra d'indipendenza irlandese. Condannato a morte nel 1920, il suo corpo verrà tumulato nel cimitero il 14 ottobre 2001 a seguito della concessione dei funerali di stato.
- Piaras Béaslaí – Il sopravvissuto di Easter Rising diventato scrittore
- Sir Alfred Chester Beatty – collezionista d'arte
- Brendan Behan – autore e drammaturgo
- Prof. Thomas Bodkin – avvocato, storico d'arte, collezionista e curatore[2]
- Harry Boland – amico di Michael Collins e politico dell'anti-trattato. Immagine della tomba di Harry Boland
- Christy Brown, scrittore, pittore e poeta, autore de Il mio piede sinistro che è stato soggetto dell'omonimo film.
- Father Francis Browne – sacerdote gesuita e fotografo che scattò le ultime fotografie ritrovate dell'RMS Titanic
- Cathal Brugha – primo presidente dell'Assemblea irlandese (Gennaio - Aprile 1919) Immagine della tomba di Cathal Brugha
- Thomas Henry Burke – Sottosegretario Permanente del Capo Segretario per l'Irlanda Lord Frederick Cavendish, vittima del suo padrone negli omicidi del Phoenix Park nel 1882
- Sergeant James Byrne – premiato con la medaglia al valore Victoria Cross (Moti indiani del 1857)
- Sir Roger Casement – attivista per i diritti umani divenne rivoluzionario, fu giustiziato dagli inglesi nel 1916 2 Immagine della tomba di Casement
- Robert Erskine Childers – nazionalista e scrittore irlandese, condannato a morte dal governo dello Stato Libero d'Irlanda durante la guerra civile irlandese, padre del futuro Presidente Erskine H. Childers. Tomba di Erskine Childers, situata nella sezione repubblicana
- Mary "Molly" Alden Childers – nazionalista irlandese e moglie di Erskine Childers
- J. J. Clancy – deputato nazionalista irlandese (1847–1928)
- Michael Collins – leader repubblicano rivoluzionario e diplomatico irlandese riconosciuto a livello internazionale, firmatario del Trattato anglo-irlandese e assassinato nel 1922.
- Dáithí Ó Conaill – un membro fondatore del Provisional Irish Republican Army
- Roddy Connolly – politico socialista e figlio di James Connolly
- Andy Cooney – repubblicano irlandese
- John Philpot Curran – giurista patriottico, di rinomata arguzia, avvocato per conto di Wolfe Tone e altri irlandesi uniti, padre di Sarah Curran
- Michael Cusack – fondatore della Gaelic Athletic Association.
- William Dargan – pioniere delle ferrovie irlandesi
- Charlotte Despard – suffragista
- Private Thomas Duffy – premiato con onore VC (Moti indiani del 1857)
- Éamon de Valera – terzo Presidente della Repubblica d'Irlanda (1959-1973) e leader carismatico irlandese.
- Sinéad de Valera – moglie di Éamon de Valera, sepolta nella stessa sezione
- Anne Devlin – famosa governante di Robert Emmet
- John Devoy – leader feniano Immagine della tomba di John Devoy.
- John Blake Dillon – scrittore e politico irlandese
- Martin Doherty – membro dell'IRA
- Frank Duff – fondatore della Legio Mariae
- Edward Duffy – feniano irlandese, Fratellanza repubblicana irlandese
- James Fitzmaurice – pioniere dell'aviazione
- Francis Gleeson – cappellano dell'esercito britannico e dello Stato Libero d'Irlanda
- Edmund Dwyer Gray – deputato irlandese del XIX secolo, figlio di Sir John Gray
- Sir John Gray – deputato irlandese del XIX secolo. Immagine della lapide di Sir John Gray
- Maud Gonne – attivista nazionalista, di rara bellezza e madre del vincitore del premio Nobel e del Lenin Peace Prize Seán MacBride, anche lui sepolto nel cimitero Immagine della tomba di Maud Gonne e Seán MacBride
- Arthur Griffith – presidente dell'Assemblea irlandese.
- Joseph Patrick Haverty – pittore irlandese
- Tim Healy – primo Governatore generale dello Stato Libero d'Irlanda. Immagine della tomba di Tim Healy.
- Denis Caulfield Heron – avvocato e politico
- Gerard Manley Hopkins – poeta
- Peadar Kearney – compositore dell'inno nazionale irlandese, Amhrán na bhFiann
- Luke Kelly – cantante e musicista folk, membro fondatore del gruppo The Dubliners
- Kitty Kiernan – fidanzata di Michael Collins
- James Larkin – leader sindacalista irlandese e fondatore dell'Irish Labour Party, Irish Transport & General Workers Union (ITGWU) e Irish Citizen Army
- Josie MacAvin – scenografo e direttore artistico vincitrice del premio Oscar e degli Emmy
- Seán MacBride – figlio di Maud Gonne, avvocato e uomo politico, comandante dell’IRA, fondatore del partito Clann na Poblachta e cofondatore di Amnesty International, vincitore del Premio Nobel per la pace nel 1974.
- Edward MacCabe – cardinale Arcivescovo di Dublino e Primate of Ireland di fine XIX secolo Immagine del monumento dedicato al Cardinale MacCabe.
- Dick McKee – membro dell'esercito repubblicano irlandese durante la Guerra di Indipendenza
- Terence MacManus – rivoluzionario irlandese e agente di spedizioni
- James Patrick Mahon – politico nazionalista irlandese e mercenario
- Countess Constance Markievicz – prima donna eletta alla Camera dei Comuni britannica e ministro del primo governo irlandese
- Manchester Martyrs – cenotafio in onore di 3 membri della Fratellanza repubblicana irlandese noti nella storia come i Manchester Martyrs che furono di fatto sepolti nei terreni di una prigione britannica dopo la loro esecuzione
- Caporale della lancia James Murray – medaglia d'onore VC (Prima Guerra Boera)
- Dermot Morgan – comico irlandese, interprete principale di Father Ted. Cremato a Glasnevin e sepolto nel cimitero di Deansgrange.
- Kate Cruise O'Brien – scrittrice ed editrice (Non è l'omonima Kate O'Brien che è sepolta nel cimitero di Faversham, in Inghilterra.)
- Daniel O'Connell, uomo politico e patriota irlandese dal 1820 al 1840 La tomba di O'Connell appositamente costruita sotto la Torre Circolare, Interno della tomba di O'Connell
- Patrick O'Donnell il Vendicatore – giustiziato nel 1883 a Londra per l'assassinio del cospiratore che rinnegava l'omicidio di Phoenix Park, James Carey. A Glasnevin vi è un monumento in suo onore.
- Patrick Denis O'Donnell – storico militare irlandese, scrittore ed ex soldato della forza di pace delle Nazioni Unite
- Jeremiah O'Donovan Rossa – l'orazione del leader feniano Patrick Pearse al suo funerale nel 1915 passò alla storia.
- Eoin O'Duffy – Capo di stato maggiore dell'esercito repubblicano irlandese e capo dei Blueshirts
- Thomas O'Hagan, primo barone O'Hagan – Lord Cancelliere d'Irlanda
- Kevin O'Higgins – vicepresidente del Consiglio esecutivo assassinato
- Seán T. O'Kelly – secondo Presidente dell'Irlanda (1945-1959)
- John O'Mahony – un fondatore della Fratellanza Repubblicana Irlandese
- Ernie O'Malley - leader anti-Trattato IRA durante la guerra civile irlandese
- John O' Leary – poeta[3]
- James O'Mara – leader nazionalista e membro del First Dáil
- Henry O'Neill – pittore e archeologo
- Christopher Palles – capo barone dell'Irish Exchequer, spesso descritto come "il più grande dei giudici irlandesi"
- Charles Stewart Parnell – uomo politico e patriota irlandese, membro della Camera dei comuni a Londra dal 1875 al 1891
- Patrick (P.J.) Ruttledge – ministro dei primi governi di Éamon de Valera
- Daniel D. Sheehan – primo parlamentare irlandese indipendente
- Hanna Sheehy-Skeffington – fondatrice della Irish Women's Franchise League
- Sergente Philip Smith – medaglia d'onore VC (Guerra di Crimea)
- Compagno del Capo Boatswain, John Sullivan – medaglia d'onore VC della Royal Navy (Guerra di Crimea)
- Patrick James Smyth – giornalista e politico
- David P. Tyndall – eminente uomo d'affari irlandese che ha rivoluzionato il settore alimentare
- William Joseph Walsh – arcivescovo cattolico romano di Dublino
- Billy Whelan – calciatore del Manchester United che morì nel disastro aereo di Monaco del 1958
- Constance Markiewicz – la contessa rossa, rivoluzionaria e militante della causa irlandese, prima donna eletta alla Camera dei comuni.
- Stephen Gately – cantante del gruppo irlandese Boyzone.